# Intact Financial
Intact Financial Corporation (TSX: IFC

) er et canadisk multinationalt forsikringsselskab med fokus på skadesforsikring. Det blev etableret i 1809 som Halifax Fire Insurance Association, og det blev senere overtaget af Nationale-Nederlanden. Fra 1993-2009 var det et datterselskab til nederlandske ING Group under navnet ING Canada.
De har over 29.000 ansatte og omsætter for 12 mia. CAD.